# Hans Sack (Ingenieur)
Hans Albert Sack (* 28. Juni 1899 in Leipzig; † 5. Oktober 1981 in Aachen) war ein deutscher Ingenieur, Maschinenfabrikant und Hochschullehrer.

## Leben und Werk
Er war der Sohn von Rudolf Paul Sack (1863–1923) und dessen Ehefrau Helene Maria Laura geborene Eulenberg (1871–1923) und Enkel des Maschinenbauunternehmers Rudolph Sack. Bereits in seinen Jugendjahren hatte er Bezug zur Landtechnik.
Nach dem Schulbesuch studierte Hans Sack und promovierte an der Technischen Hochschule Danzig 1933 zum Dr.-Ing. Seit 1923 war er mit seinem Bruder Otto Sack Gesellschafter der Firma Rudolf Sack Landwirtschaftliche Maschinen Leipzig-Plagwitz und unterstützte dabei sowohl technisch als auch finanziell die Nationalsozialisten. Dort schied er 1939 aus und gründete außerhalb das Unternehmen „Dr.-Ing. Hans Sack, Sonderbau von Landmaschinen“. Hierbei spezialisierte er sich auf die Entwicklung eines Teller-Düngerstreuers des dänischen Bauern Villermoe mit dem Namen „Vilmo“ sowie auf die Produktion des von ihm entwickelten Vorratsroders „Schatzgräber“ und einer gleichnamigen Vollerntemaschine für Kartoffeln.
Nach dem Zweiten Weltkrieg wurde Sack verhaftet und wegen seiner Beschäftigung von Zwangsarbeitern wegen „Verbrechen gegen die Menschlichkeit“ und seinen am Staatshandel vorbei führenden Tauschgeschäften wegen „Wirtschaftsverbrechen“ verurteilt und mit anschließendem Berufsverbot belegt.
Daraufhin floh er 1951 mit seiner Familie aus der DDR in den Westen und wurde noch im gleichen Jahr Technischer Geschäftsführer des Landmaschinenfabrik Essen und 1954 Direktor von Rheinstahl Hanomag in Hannover. 1958 erfolgte seine Ernennung zum ordentlichen Professor für Landmaschinenbau an der Technischen Hochschule Aachen. Er war am Institut für Landtechnik spezialisiert auf die Ausbildung im Konstruieren von Landmaschinen. Am 1. April 1966 wurde Sack emeritiert.
Im Jahr 1958 wurde Hans Sack zum Ehrendoktor der TH München ernannt. Posthum wurde Sack im Jahr 1992 rehabilitiert und das nach dem Krieg ausgesprochene Urteil aufgehoben.

## Schriften (Auswahl)
- (mit Otto Sack): Rudolf Sack, sein Leben und sein Werk. Leipzig-Plagwitz 1925–1926.

## Ehrungen
- 1953: Max-Eyth-Gedenkmünze
- 1958: Dr. h. c. Technische Hochschule München als „Schöpferischer Konstrukteur im Landmaschinenbau“